# كريستين غوثير
كريستين غوثير هي راكبة الكنو كندية، ولدت في 6 أغسطس 1970.

## وصلات خارجية
- كريستين غوثير على موقع الاتحاد الدولي للكانو (الإنجليزية)
- كريستين غوثير على موقع Paralympic.org (الإنجليزية)